# Малоротый буффало
Малоротый буффало (лат. Ictiobus bubalus) — вид рыб семейства чукучановых (Catostomidae). Ценная промысловая рыба.

## Описание
Максимальная длина тела 90,9 см, масса до 31,4 кг. Продолжительность жизни более 14 лет. Тело умеренно удлиненное, сжатое по бокам, высокое. Спина отчетливо дугообразная, перед спинным плавником сильно сжата с боков в виде киля. Глаза крупные. Рот маленький, почти горизонтальный. Спинной плавник длинный, его первые 6—7 лучи значительно длиннее всех остальных, профиль плавника почти серповидный. Окраска однообразная: спина и бока варьируются от тёмно- до светло-серого цвета, с золотистым или бронзовым отливом; брюхо серовато-белое, плавники серого цвета.

## Ареал
Естественный ареал вида находится в Северной Америке и простирается от залива Гудзон и озера Мичиган на юг до рек северного побережья Мексиканского залива, в основном охватывая бассейн реки Миссисипи и её притоки.
В Россию был завезён в 1971 году. Успешно разводится в рыбоводных хозяйствах некоторых областей, выпускался в Куйбышевское и Саратовское водохранилища. Единично отмечен в бассейне Волги.
Малораспространённый объект прудового хозяйства на Украине.

## Биология
Пресноводная пелагически-придонная стайная рыба. Населяет глубокие, с быстрым течением, чистые и прозрачные воды крупных рек. Держатся преимущественно главного русла, но также отмечались в старицах и пойменных озёрах. Половой зрелости самцы достигают в возрасте 4-5 лет при длине тела более 41 см, самки — в 6 лет и более, при длине более 44 см. Нерест растянут с марта по сентябрь, с пиком в июле. Плодовитость самок 200—290 тысяч икринок, у самок длиной более 80 см — более 500 тысяч икринок. Нерест одноразовый, происходит на мелководье, обычно на участках с подводной растительностью. Икра клейкая, мелкая, жёлтого цвета. Икра опускается на дно или приклеивается к растениям. При температуре воды 21,1 °С личинки выклевываются через 4 суток после оплодотворения.
Питание в значительной степени связано с донными организмами. Кроме планктона питается диатомовыми и другие водорослями, личинками насекомых, мелкими ракообразными, двустворчатыми моллюсками и другими животными. Большинство рыб потребляет также значительное количество органического детрита, вместе с которым в пищеварительную систему попадает песок.